# Alessandro di Odoardo
Alessandro di Odoardo, även Alessandro Farnese, född 10 januari 1635 i Parma, död 18 februari 1689 i Madrid, var ståthållare i Spanska Nederländerna åren 1678–1682. Han var yngre bror till Ranuccio II Farnese, hertigen av hertigdömet Parma.